# André Petermann
André Petermann (Lausanne, 27 de septiembre de 1922 – Lausanne, 21 de agosto de 2011) fue un físico teórico suizo.
Conjuntamente con su director doctoral, Ernst Stueckelberg, introdujo y dio nombre al grupo de renormalización en 1953, que asocia acoplamientos físicos con energía. También, aparentemente de forma independiente, consideró la idea de quarks, aunque en una forma abstracta y especulativa.
Petermann entregó un artículo de cuatro páginas titulado Propriétés de l'étrangeté et une formule de masse vierte les mésons vectorial a la revista Nuclear Physics, el 30 de diciembre de 1963. Petermann trata en él lo que luego fue denominado quarks por Murray Gell-Mann, en un artículo en Physics Letters de enero de 1964, y "ases" por George Zweig, en dos borradores del CERN-TH en fechas posteriores de 1964. La publicación del artículo de Petermann el papel fue retrasada (probablemente por revisiones) y no apareció en imprenta hasta que marzo de 1965.
Petermann es también recordado para su cálculo pionero de la corrección a orden principal del momento de dipolo magnético anómalo del muon.